# Grzybówka cuchnąca

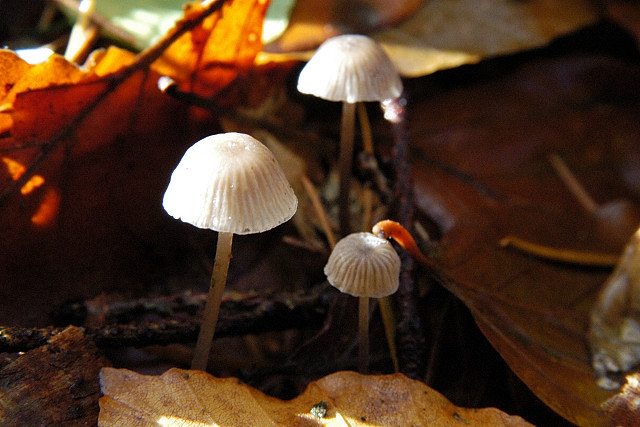

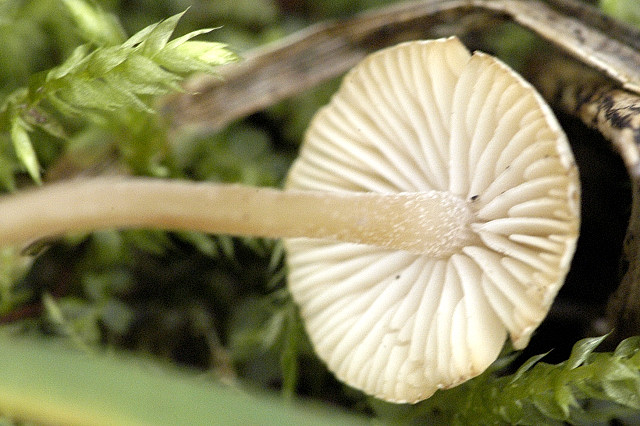

Grzybówka cuchnąca (Phloeomana minutula (Sacc.) Redhead) – gatunek grzybów należący do rzędu pieczarkowców (Agaricales).

## Systematyka i nazewnictwo
Pozycja w klasyfikacji według Index Fungorum: Phloeomana, Porotheleaceae, Agaricales, Agaricomycetidae, Agaricomycetes, Agaricomycotina, Basidiomycota, Fungi.
Po raz pierwszy opisał go w 1887 r. Pier Andrea Saccardo, nadając mu nazwę Mycena minutula. W 2016 r. S.A Redhead wykazał, że jest oddalony filogenetycznie od rodzaju Mycena, spokrewniony jest natomiast z gatunkami z rodzajów Atheniella i Hemimycena i przeniósł go do rodzaju Phloeomana w rodzinie Porotheleaceae.
Ma 10 synonimów. Niektóre z nich:
- Marasmiellus olidus (Bres.) Singer 1951
- Mycena olida Bres. 1887[2].

W 1987 r. Maria Lisiewska nadała polską nazwę grzybówka cuchnąca (dla synonimu Mycena minutula). Jest ona niespójna z aktualną nazwą naukową.

## Morfologia
Kapelusz
Średnica 5–15 mm, początkowo stożkowy lub nieco dzwonkowaty, potem wypukły, na koniec spłaszczony, czasami z małym guzkiem, higrofaniczny z prześwitującymi blaszkami. Powierzchnia naga, o barwie od białej do kości słoniowej, z wiekiem bardziej żółtawa, szczególnie w środku.
Blaszki
W liczbie 15–22 pełnych blaszek, przyrośnięte lub nieco zbiegające, czasem z krótkim zębem, białe.
Trzon
Wysokość 15–30 mm, grubość 0,5–2 mm, cylindryczny, równy, mocny, na całej powierzchni delikatnie owłosiony, błyszczący, biały, z wiekiem zmienia kolor od nasady na żółtawy do żółtobrązowego. Podstawa gęsto pokryta długimi, grubymi białymi włókienkami.
Miąższ
Bardzo cienki, o niewyraźnym zapachu i łagodnym lub kwaskowatym smaku.
Cechy mikroskopowe
Podstawki 22–27 × 6-7 µm, maczugowate, 2-zarodnikowe, ze sterygmami o długości do 8 µm. Bazydiospory 6,5–9,5 × 4,7–6,2 µm, Q = 1,3–1,8, szeroko pestkowate, nieamyloidalne. Cheilocystydy 35–60 × 10–20 µm, zmieszane z podstawkami, cylindryczne, gładkie, niemal maczugowate lub wrzecionowate, o wierzchołkach szeroko zaokrąglonych lub nieco zwężonych. Pleurocystydy rozproszone, podobne. Trama blaszek niedekstrynoidalna. Strzępki skórki kapelusza o szerokości 2,5–4,5 µm, gładkie, czasami z kilkoma rozproszonymi, grubymi, cylindrycznymi naroślami, komórki końcowe o szerokości 4–8 µm, czasami z kilkoma grubymi, nabrzmiałymi naroślami. Strzępki warstwy korowej trzonu gładkie, o szerokości 2–4,5 µm, kaulocystydy o wymiarach 16–48 × 5–9 µm, proste lub klapowane do nieco rozgałęzionych, maczugowate lub wrzecionowate do bardziej nieregularnych. Sprzążek brak.

## Występowanie i siedlisko
Podano stanowiska Phloeomana minutula na wszystkich kontynentach poza Ameryką Południową i Antarktydą. W Polsce Władysław Wojewoda w 2003 r. przytoczył 5 stanowisk (jako Mycena minutula). Aktualne stanowiska podaje także internetowy atlas grzybów. Znajduje się w nim na liście gatunków zagrożonych i wartych objęcia ochroną.
Nadrzewny grzyb saprotroficzny. Występuje na pokrytych korą i mchami gałęziach drzew liściastych, zwłaszcza na bukach i lipach.